# Grzegorz (Stefanow)
Grzegorz, imię świeckie Jorgo Iwanow Stefanow (ur. 10 października 1950 w Kozarewcu) – bułgarski biskup prawosławny.

## Życiorys
Ukończył technikum konstrukcji maszyn w Gornej Orjachowicy. W 1968 wstąpił do monasteru i sześć lat później złożył wieczyste śluby mnisze przed metropolitą wielkotyrnowskim Stefanem. Ten sam hierarcha wyświęcił go na hierodiakona. Następnie mnich Grzegorz podjął studia teologiczne w seminarium duchownym w Sofii oraz Akademii Duchownej św. Klemensa z Ochrydy w tym samym mieście. W 1980 został wyświęcony na hieromnicha, zaś w 1981 otrzymał godność archimandryty.
W 1982 duchowny kontynuował studia teologiczne na uniwersytecie w Neuchatel, a następnie w instytucie ekumenicznym w Bossey, w Londynie, Birmingham, Canterbury i w Oxfordzie. W 1985 wrócił do Bułgarii i 22 grudnia tego roku został wyświęcony na biskupa konstantijskiego w soborze św. Aleksandra Newskiego w Sofii. Do 1987 był biskupem pomocniczym eparchii starozagorskiej, zaś od 1987 do 1990 – eparchii wielkotyrnowskiej. Od kwietnia do czerwca pełnił obowiązki rektora seminarium duchownego w Płowdiwie, zaś od lipca 1990 do 1994 – rektora seminarium w Sofii.
W tym samym roku został ordynariuszem eparchii wielkotyrnowskiej.
W styczniu 2012 komisja badająca archiwa tajnych służb komunistycznej Bułgarii podała, że Grzegorz (Stefanow) był agentem KDS o pseudonimie Wanio.